# Andreas Palaiologos

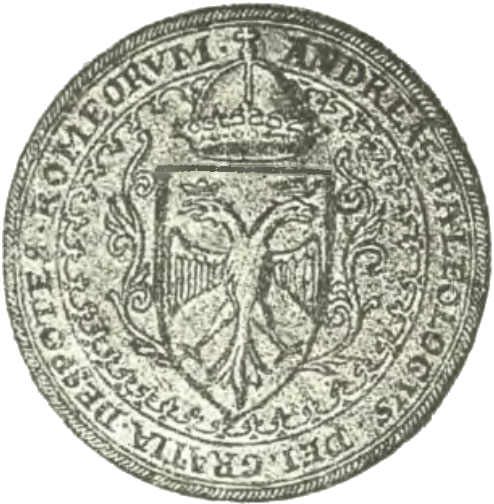
Siegel von Andreas im westlichen Stil, mit dem kaiserlichen Doppeladler und der lateinischen Aufschrift „Andreas Palaiologos, von Gottes Gnaden Despot der Rhomäer“

Andreas Palaiologos (* 1453 auf der Morea; † 1502) war von 1465 bis zu seinem Tod 1502 Titular-Kaiser von Byzanz und Titular-Despot der Morea. Er war die letzte Person, die den byzantinischen Kaisertitel verwendete. Mit seinem Tod endet die Hauptlinie der Palaiologen-Dynastie.

## Familie und Jugend
Andreas Palaiologos wurde 1453 im Despotat Morea geboren. Sein Vater war der Despot Thomas Palaiologos, der zusammen mit seinem Bruder Demetrios Palaiologos die Morea beherrschte.
Andreas’ Mutter war Katharina Zaccharia von Achaia. Im Jahr seiner Geburt wurde Konstantinopel von den Osmanen erobert. Andreas’ Onkel Konstantin XI., de facto der letzte byzantinische Kaiser, fiel im Kampf; die Eroberung stellt das Ende des Byzantinischen Reiches dar.

## Im Exil
1460 eroberte der osmanische Sultan Mehmed II. in einem Feldzug das Despotat Morea. Thomas Palaiologos floh mit seiner Familie, darunter auch Andreas, über Korfu nach Italien. Um die Unterstützung des Papstes und der westeuropäischen Staaten zu erhalten, trat die Familie vom orthodoxen zum römisch-katholischen Christentum über. Unter päpstlichem Schutz lebten Thomas und Andreas in Rom innerhalb des Kirchenstaates.
1465 starb Thomas Palaiologos, der bis dahin de jure byzantinischer Kaiser und Despot der Morea gewesen war. Seine Titel erbte nun Andreas, der weiterhin in Rom lebte und vom Papst finanziell unterstützt wurde. Andreas und seine Geschwister wurden nach dem Tod des Vaters von Kardinal Bessarion versorgt und erzogen. Eine Rückeroberung und Wiedererrichtung des byzantinischen Reiches war zu diesem Zeitpunkt unwahrscheinlich, wenn nicht gar unmöglich geworden. Andreas bezeichnete sich selbst und galt offiziell in Rom als Imperator Constantinopolitanus („Kaiser von Konstantinopel“).
Trotz päpstlicher Unterstützung verarmte Andreas. Er galt der Nachwelt als enormer Verschwender, auch wenn inzwischen angenommen wird, dass die Zahlungen des Papstes weitaus geringer ausfielen als vermutet und nur einen ärmlichen Lebensstandard ermöglichten.

## Verkauf seiner Titel und Thronansprüche
Da Andreas Geld benötigte, beschloss er, seine Titel und Ansprüche auf den byzantinischen Thron zu veräußern. Der Erste, der auf sein Angebot einging, war König Karl VIII. von Frankreich. Dieser erwarb die Thronansprüche 1494, starb jedoch bereits vier Jahre später. Da er keinen Sohn hinterließ und somit die Frage der Thronfolge in Frankreich zunächst ungeklärt blieb, beschloss Andreas, seine Thronansprüche erneut und auf andere Weise zu übertragen.
Andreas jüngerer Bruder Manuel Palaiologos kehrte schon 1476 nach Konstantinopel zurück, wo er dem osmanischen Sultan Bayezit II. seine eigenen Ansprüche auf den byzantinischen Thron gegen eine angenehme Pension verkaufte. Manuel lebte bis zu seinem Tod ein luxuriöses Leben in Konstantinopel, angeblich soll er dort mit einer türkischen Frau zwei Söhne gezeugt, in der osmanischen Marine gedient haben und möglicherweise sogar zum Islam übergetreten sein.
Mit Testament vom 7. April 1502 vermachte Andreas seine Titel an die spanischen Monarchen Ferdinand II. von Aragon und Isabella von Kastilien.
Er starb im Juni 1502 in Armut. Da bereits damals der Handel mit Titeln und Thronrechten einen eher zweifelhaften Ruf hatte, wurde der Titel von keinem Monarchen jemals mehr genutzt.
Als Nachfolgestaat des byzantinischen Reiches sah sich das expandierende Großfürstentum Moskau. 1472 heiratete Andreas’ Schwester Sofia (Zoe) Palaiologos den russischen Großfürsten Iwan III. Dieser nahm einige Jahre später den Titel Zar (Kaiser) an. Das Zarentum Russland wurde somit orthodoxer Nachfolger von Byzanz (siehe auch: Drittes Rom).
Die meisten Historiker vermuten, dass Andreas Palaiologos keine Nachkommen hinterließ und somit die Palaiologen-Dynastie endete (abgesehen von der Nebenlinie in  Montferrat). Laut Donald M. Nicol könnte Andreas Palaiologos aber zwei Kinder gehabt haben: Konstantin Palaiologos, der in der päpstlichen Garde diente, und Maria, die den russischen Adligen Mihail Vasilivich heiratete.